# La regina della Costa Nera
La regina della Costa Nera (Queen of the Black Coast) è un racconto fantasy del 1934, scritto da Robert E. Howard per la serie di Conan il barbaro.

## Trama
Conan il cimmero è alle prese con una nave di pirati lungo la costa dei Paesi meridionali, abitati da popolazioni negroidi. Qui la nave di Conan viene attaccata e saccheggiata da pirati neri capitanati dalla Diavolessa del Mare, Belit. La donna non è nera bensì proviene da paesi civilizzati e permette a Conan di unirsi a lei e di essere il suo amante.
Lo scopo di Belit e della sua ciurma è quello di giungere presso le antiche rovine di una città lungo il fiume Zarkheba (dalle acque velenose) nei Regni Neri e trovare un tesoro.
Giunti alle rovine della città titanica, Conan scopre che è abitata da un essere umanoide alato, discendente di una fiera stirpe di uomini con ali piumate ma corrotta dal male e dal tempo che ha estinto il suo popolo. La creatura immonda attacca Conan e i pirati uccidendoli tutti, Belit compresa.
Il barbaro vendicherà la donna e cremerà le sue spoglie. Lo spirito di Belit lo soccorre durante lo scontro con la bestia alata, ritornando momentaneamente dagli Inferi.

## Storia editoriale
- La regina della Costa Nera fu pubblicato per la prima volta su Weird Tales a maggio 1934[1].
- Il racconto fu adattato per il primo volume  della collana a fumetti Conan le Cimmérien, edito da Glenat pubblicato nel  maggio 2018 con il titolo di La Reine de la côte noire, sceneggiatura di Jean-David Morvan e disegni di Pierre Alary[2].